# Gymnosporia ilicina
Gymnosporia ilicina är en benvedsväxtart som först beskrevs av Burch., och fick sitt nu gällande namn av Ludwig Eduard Theodor Loesener och Adolf Engler. Gymnosporia ilicina ingår i släktet Gymnosporia och familjen Celastraceae. Inga underarter finns listade.